# Reiu
Reiu – wieś w Estonii, w prowincji Parnawa, w gminie Tahkuranna.